# Giulia De Mutiis
Giulia De Mutiis (Roma, 19 gennaio 1938 – Sesto Calende, 19 gennaio 1984) è stata una cantante e paroliera italiana, il cui cognome è talora riportato erroneamente come De Mutis; è nota anche come Giulia Alessandroni, suo cognome da coniugata.

## Biografia
Dotata di una bella voce, inizia a studiare canto; nel 1957 entra nel Quartetto Caravels (che incide molti 45 giri per la Juke Box di Carlo Alberto Rossi), dove incontra il fondatore del gruppo, il maestro Alessandro Alessandroni che sposa (e da cui ha una figlia Cinzia, anche lei cantante).
Nel 1961 il Quartetto partecipa alla manifestazione Giugno della canzone napoletana; l'anno dopo Alessandroni muta il nome del gruppo in I "Cantori Moderni" di Alessandroni, allargando la formazione da quartetto ad ottetto, ed è con questa denominazione che il gruppo partecipa all'incisione di moltissimi dischi realizzati per la RCA Italiana.
Oltre a Giulia De Mutiis cantano nel gruppo, tra gli altri, il soprano Edda Dell'Orso (che poi si darà alla carriera solista), Augusto Giardino e Gianna Spagnuolo.
Collaborano anche alla realizzazione di molte colonne sonore, non solo realizzate da Alessandroni; nel 1968 collaborano con Stefano Torossi e il soprano Edda Dell'Orso per la musica del film L'età del malessere del regista Giuliano Biagetti, tratto dal romanzo di Dacia Maraini.
Nel frattempo inizia anche una carriera come solista, lavorando con Ennio Morricone e Armando Trovajoli, e come autrice di testi (da ricordare, tra le altre, Brillo bollo, cantata da Carmen Villani).
Un'altra sua collaborazione celebre è quella con il maestro Piero Umiliani, per il quale canterà insieme al marito nel celebre motivo Mah-nà mah-nà (dalla colonna sonora di Svezia inferno e paradiso), e in molte altre colonne sonore.
Nel 1971 canta nel disco di Fred Bongusto Quando mi dici così, "prestando" la voce a Minnie Minoprio (che appare in televisione muovendo la bocca in playback).
Negli anni seguenti affianca alle altre attività anche quella di cantante in sigle di cartoni animati (a volte insieme alla figlia) come Sam il ragazzo del west. Nei primi anni ottanta ha cantato anche con lo storico gruppo de I Cantori Moderni di Alessandroni, la colonna sonora dello spot della Kraft.
È morta di tumore il 19 gennaio 1984, giorno del suo 46º compleanno.

## Discografia

### Colonne sonore in cui ha cantato
- 1966 - Adulterio all'italiana di Armando Trovajoli (regia di Pasquale Festa Campanile)
- 1968 - Svezia inferno e paradiso di Piero Umiliani (regia di Luigi Scattini) - voce in Manha manha
- 1968 - Questo sporco mondo meraviglioso di Piero Umiliani (regia di Luigi Scattini)
- 1969 - La legge dei gangsters di Piero Umiliani (regia di Siro Marcellini) - voce in Lui e lei
- 1971 - La terrificante notte del demonio di Alessandro Alessandroni (regia di Jean Brismée) - voce in La notte più lunga del diavolo
- 1972 - La schiava io ce l'ho e tu no di Piero Umiliani (regia di Giorgio Capitani)
- 1973 - Revolver di Ennio Morricone (regia di Sergio Sollima)

### Compilation
- 2000 - Women in lounge (Cinedelic, CNCD 2001, con il brano La notte più lunga del diavolo) - titoli

## Nei I Cantori Moderni di Alessandroni
- 1964 - Per un pugno di dollari (colonna sonora del film di Sergio Leone) di Ennio Morricone
- 1965 - Sette uomini d'oro (colonna sonora del film di Marco Vicario) di Armando Trovajoli
- 1965 - Le cose più importanti/Sarà come una volta (45 giri) per Pierfilippi
- 1966 - 1999 di Lucio Dalla (cori in Io non ci sarò)
- 1966 - C'era un ragazzo che come me amava i Beatles e i Rolling Stones/Se perdo anche te (45 giri) di Gianni Morandi
- 1966 - Il buono, il brutto, il cattivo (colonna sonora del film di Sergio Leone) di Ennio Morricone
- 1967 - Colpo maestro al servizio di sua maestà (colonna sonora del film di Michele Lupo) di Francesco De Masi
- 1968 - Sapessi com'è facile/Scirocco (45 giri) di Renato Rascel
- 1968 - Chimera/Una sola verità (45 giri) di Gianni Morandi
- 1968 - Il sole è di tutti/Passo le mie notti qui da solo (45 giri) di Stevie Wonder
- 1969 - Concerto per Patty di Patty Pravo
- 1969 - Nada di Nada (cori in Una rondine bianca e Les biciyclettes de Belsize)
- 1969 - Angeli bianchi...angeli neri (colonna sonora del film di Luigi Scattini) di Piero Umiliani
- 1969 - Dove vai tutta nuda? (colonna sonora del film di Pasquale Festa Campanile) di Armando Trovajoli (cori in Dove vai tutta nuda?, cantato da Maria Grazia Buccella)
- 1970 - Claudio Baglioni di Claudio Baglioni (cori in Notte di Natale, Lacrime di marzo, Interludio)
- 1970 - Per un pugno di samba di Chico Buarque de Hollanda
- 1970 - Padre Brown/Io non chiedo di più (45 giri) di Renato Rascel
- 1970 - Gabriella Ferri di Gabriella Ferri
- 1971 - Oltre la collina di Mia Martini (cori in Padre davvero e Amore… amore… un corno)
- 1971 - Storie di casa mia di Lucio Dalla (cori in 4/3/1943 e Il gigante e la bambina)
- 1971 - Sacco e Vanzetti (colonna sonora del film di Giuliano Montaldo) di Ennio Morricone
- 1971 - Non al denaro non all'amore né al cielo di Fabrizio De André
- 1971 - Con l'affetto della memoria di Domenico Modugno (cori in Amara terra mia, Sceccareddu 'mbriacu, Lu brigante, Tamburo della guerra e La sveglietta)
- 1971 - Un cantastorie dei giorni nostri di Claudio Baglioni
- 1971 - Addio fratello crudele (colonna sonora del film di Giuseppe Patroni Griffi, pubblicata solo nel 2006) di Ennio Morricone
- 1972 - Questo piccolo grande amore di Claudio Baglioni
- 1977 - Per amarti di Mia Martini (cori in Un uomo per me)
- 1978 - Bandierine di Renzo Zenobi

## Canzoni scritte per altri artisti
- 1964 - Amico Piero (testo di Franco Migliacci) - inciso da Gianni Morandi
- 1966 - Verrà la notte (musica di Ray Charles) -inciso dai The Serenels
- 1966 - Brillo bollo (musica di Armando Trovajoli) - inciso da Carmen Villani
- 1967 - Don't Be That Way (musica di Alessandro Alessandroni e Francesco De Masi) - inciso da Raoul
- 1967 - Il mondo va così (musica di Alessandro Alessandroni e Francesco De Masi) - inciso da Raoul
- 1967 - L'uomo che saprà (musica di Alessandro Alessandroni e Francesco De Masi) - inciso da Raoul
- 1968 - Maybe Somewhere, Maybe Somebody (musica di Francesco De Masi) - inciso da Franco Morselli
- 1969 - Femina ridens (musica di Stelvio Cipriani) - inciso da Olympia